# Сянь-гун (Цинь)
Не путать с одноименным правителем Цинь эп. Вёсны и осени en:Duke Xian of Qin (725–704 BC)
Сянь-гун царства Цинь (424—362 до н. э.) — 29-й правитель монаршего клана Ин 嬴, занимавший трон в 384—362 гг (эп. Воюющих царств). Собственные имена Шиси 师隰 и Лянь 連.
Отец Шиси, Лин-гун, умер в 415 до н. э., но на его место вступил дядя Лин-гуна, а затем сын и внук последнего. Поводом для возвращения к власти потомков Лин-гуна стало восстание циньского министра по имени Цзюнь Гай 菌改. Шиси, находившийся в ссылке в царстве Вэй, был возведен на престол Цинь и инициировал ряд реформ, благодаря которым получил историческую известность. В частности, он запретил человеческие жертвоприношения. В 383 до н. э. он перенёс столицу Цинь из Юн в Юэян 櫟陽.
Сын Сянь-гуна, Сяо-гун (381—338 до н. э.), занял трон после смерти отца и продолжил его реформаторскую деятельность, таким образом упрочив предпосылки для укрепления царства.